# Melithreptus
Melithreptus is een geslacht van zangvogels uit de familie honingeters (Meliphagidae).

## Soorten
Het geslacht kent de volgende soorten:
- Melithreptus affinis – Zwartkophoningeter
- Melithreptus albogularis – Witkinhoningeter
- Melithreptus brevirostris – Bruine diadeemhoningeter
- Melithreptus chloropsis – Swandiadeemhoningeter
- Melithreptus gularis – Zwartkinhoningeter
- Melithreptus lunatus – Diadeemhoningeter
- Melithreptus validirostris – Tasmaanse honingeter